# Municipio de Bullskin
El municipio de Bullskin (en inglés: Bullskin Township) es un municipio ubicado en el condado de Fayette en el estado estadounidense de Pensilvania. En el año 2000 tenía una población de 7.782 habitantes y una densidad poblacional de 69 personas por km².

## Geografía
El municipio de Bullskin se encuentra ubicado en las coordenadas 40°05′00″N 79°31′59″O / 40.08333, -79.53306.

## Demografía
Según la Oficina del Censo en 2000 los ingresos medios por hogar en la localidad eran de $32,059 y los ingresos medios por familia eran de $40,259. Los hombres tenían unos ingresos medios de $32,133 frente a los $21,737 para las mujeres. La renta per cápita de la localidad era de $16,719. Alrededor del 11,2% de la población estaba por debajo del umbral de pobreza.